# Thaumastochloa
Thaumastochloa là một chi thực vật có hoa trong họ Hòa thảo (Poaceae).

## Loài
Chi Thaumastochloa gồm các loài: